# Mahkam Pulodova
Mahkam Pulodova (Samarcanda, 25 de febrer de 1928) va ser una metgessa, obstetra, professora i ginecòloga tadjikistaní de l'època soviètica. Va estudiar els efectes de les grans alçades en els embarassos i la fisiologia de les nenes en la pubertat.